# Milano-Sanremo 2010
Milano-Sanremo 2010 var den 101. udgave af klassiker-monumentet Milano-Sanremo. Løbet blev arrangeret over 298 km lørdag 20. marts. Óscar Freire vandt løbet for tredje gang.

## Deltagende hold
25 hold blev inviteret til at deltage:
- ProTour-hold: AG2R La Mondiale, Astana, Caisse d'Epargne, Euskaltel-Euskadi, Française des Jeux, Garmin-Transitions, Katusha, Lampre-Fondital, Liquigas-Doimo, Omega Pharma-Lotto, Quick Step, Rabobank, Team HTC-Columbia, Team Milram, Team RadioShack, Team Saxo Bank og Team Sky
- Professionelle kontinentalhold: Acqua & Sapone, Androni Giocattoli, Bbox Bouygues Télécom, BMC Racing Team, Carmiooro-NGC, Cervélo TestTeam, Colnago-CSF Inox og ISD-Neri.

## Resultater
|     | Rytter              | Hold                | Tid     |
| --- | ------------------- | ------------------- | ------- |
| 1   | Óscar Freire        | Rabobank            | 6:57.28 |
| 2   | Tom Boonen          | Quick Step          | s.t.    |
| 3   | Alessandro Petacchi | Lampre-Farnese Vini | s.t.    |
| 4   | Sacha Modolo        | Colnago-CSF Inox    | s.t.    |
| 5   | Daniele Bennati     | Liquigas-Doimo      | s.t.    |
| 6   | Thor Hushovd        | Cervélo TestTeam    | s.t.    |
| 7   | Francesco Ginanni   | Androni Giocattoli  | s.t.    |
| 8   | Maksim Iglinskij    | Astana              | s.t.    |
| 9   | Philippe Gilbert    | Omega Pharma-Lotto  | s.t.    |
| 10  | Luca Paolini        | Acqua & Sapone      | s.t.    |
| 11  | Matti Breschel      | Team Saxo Bank      | s.t.    |
| 104 | Anders Lund         | Team Saxo Bank      | + 6.12  |
| 121 | Lars Bak            | Team HTC-Columbia   | + 10.07 |
| 127 | Frank Høj           | Team Saxo Bank      | + 10.07 |